# Escadrille 2
L'escadrille 2 est une unité de l'aéronautique militaire française pendant la Première Guerre mondiale. Elle change plusieurs fois de nom au cours du conflit pour devenir successivement l'escadrille MF 2, F 2, AR 2, SPAbi 2 et BR 2.

## Historique
L'escadrille 2 est formée au camp de Chalons-sur-Marne le 29 mars 1912, sous le nom d'escadrille MF 2 pour refléter son équipement avec des avions Farman MF.7. Elle est déplacée à Verdun le 31 juillet 1914 et s'y trouve toujours au déclenchement de la Première Guerre mondiale, sous les ordres du capitaine Léon Bretey. Le 2 août 1914, l'escadrille 2 est rattachée à la 3e armée, créée le même jour. Elle reste dans le secteur de Verdun, tandis que l'armée qu'elle soutient est engagée dans la bataille des Ardennes. Après l'enlisement du conflit dans la guerre des tranchées, l'escadrille 2 est envoyée dans le secteur de Clermont-en-Argonne le 6 février 1915. En juillet de la même année, elle est rattachée au 5e corps d'armée et ne le quittera plus jusqu'à la fin de la guerre. Dans le secteur de Clermont-en-Argonne, l'escadrille 2 mène des missions de reconnaissance, de réglage d'artillerie et de bombardement, lors desquelles elle subit des pertes : trois équipages de deux hommes sont tués, respectivement le 30 avril, 28 août et 11 octobre 1915.
Après l'attaque allemande qui ouvre la bataille de Verdun le 21 février 1916 et le bombardement du terrain d'aviation de Clermont-en-Argonne, l'escadrille 2 gagne l'aérodrome voisin de Auzéville-en-Argonne puis Autricourt. Elle y reste jusqu'en août, où elle gagne le camp de Mailly pour des exercices avant d'être engagée dans la bataille de la Somme en septembre. Le 15 novembre 1916, elle est déplacée à Treux, à l'arrière du front, pour une période de repos. Le 6 décembre, le 5e corps d'armée est déplacé dans le secteur du Chemin des Dames sous le commandement de la 5e armée et l'escadrille 2 est stationnée à Matougues.  A la mi avril 1917, la bataille du Chemin des Dames est lancée et le 5e corps y est impliqué sous les ordres de la 10e armée. L'escadrille 2 combat au-dessus de Juvincourt-et-Damary et La Ville-aux-Bois-lès-Pontavert.

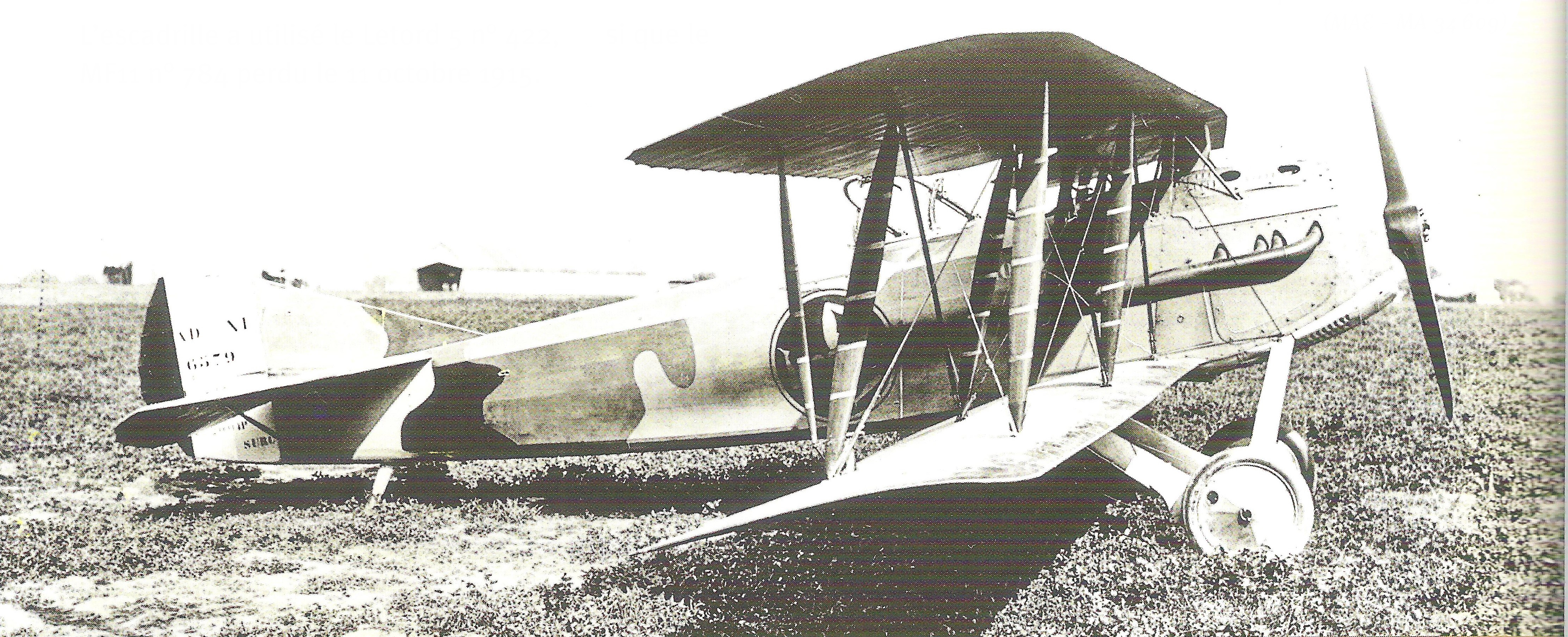
SPAD XI no 379 appartenant à l'escadrille 2.

L'escadrille 2 reste basée à Treslon entre mars et décembre 1917. En octobre, elle prend le nom d'escadrille AR 2 après avoir reçu des Dorand AR.1 (et des Letord) avant de devenir la SPAbi 2 moins d'un mois plus tard en raison de son rééquipement avec des biplaces SPAD XI. Le 21 mars 1918, l'Empire allemand lance sa vaste offensive du Printemps et l'escadrille 2 est engagée dans la défense de Noyon jusqu'au 7 avril. Une semaine plus tard, le 5e corps d'armée occupe les alentours de Morisel, et combat à partir du 18 avril entre Ailly-sur-Noye, Morisel et l'Avre, avec le soutien de l'escadrille 2. En mai, un déplacement vers l'Alsace est annulé et le 5e corps est impliqué dans la 3e bataille de l'Aisne (faisant donc son retour dans le secteur du Chemin des Dames). L'escadrille 2 continue à soutenir son corps d'armée par ses missions de reconnaissance.

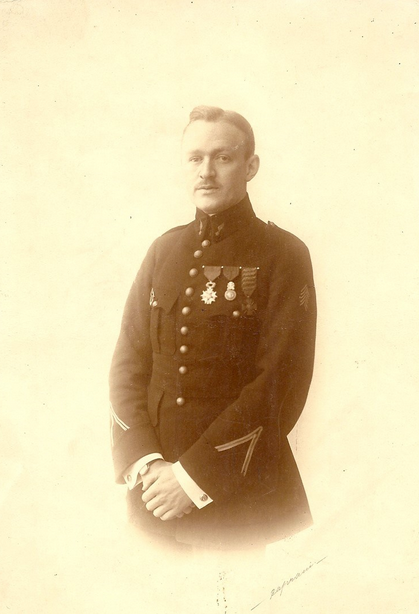
Portrait du lieutenant danois Niels Paulli Krause-Jensen, engagé volontaire dans l'armée française et affecté à l'escadrille 2. Krause-Jensen travaille dans le secteur de l'aviation en France avant la guerre. Il s'engage dans la Légion étrangère en août 1914 avant d'être transféré en octobre dans l'escadrille 2. Il y reste jusqu'à la fin de la guerre. Blessé trois fois au cours du conflit (perdant son œil droit au passage), il est décoré de la Médaille militaire, de la croix de guerre avec 7 palmes, de la Médaille interalliée, de l'Insigne des blessés militaires et est fait chevalier de l'Ordre de Dannebrog dans son pays en 1919.

En juillet 1918, l'escadrille est engagée dans la 4e bataille de Champagne avant de combattre à partir du 18 juillet dans la 2e bataille de la Marne autour de Tincourt, ce jusqu'au 7 août. Le 5e corps passe le mois suivant à fortifier le secteur de la Vesle. Le 18 septembre, les Alliés lancent une offensive vers la Ligne Hindenburg et l'escadrille 2 soutient la progression du 5e corps et des troupes américaines qui l'accompagnent entre la Vesle et l'Aisne. Elle accompagne ensuite l'avancée alliée face aux troupes allemandes en retraite. Lorsque l'armistice du 11 novembre prend effet, la SPAbi 2 est à Roucy.
À la fin de la guerre, l'escadrille 2 totalise 7 victoires aériennes homologuées, et a perdu 15 de ses membres (tués ou disparus). Elle a également obtenu une citation à l'ordre du corps d'armée et été décorée de la croix de guerre avec une étoile de vermeil (ce qui symbolise cette citation à l'ordre du corps). L'escadrille SPAbi 2 devient l'escadrille BR 2 après son passage sur Breguet 14A2 en 1919 et reste stationnée pour un temps en Champagne, d'abord à La Cheppe, puis à Matougues. En avril 1919, elle est affectée au Groupe d'escadrilles marocaines et transférée à Meknès en août.
Le 1er janvier 1920, dans le cadre de la restructuration de l'aéronautique militaire, l'escadrille 2 cesse d'exister sous ce nom : ses traditions sont reprises par la 3e escadrille du 7e régiment d'aviation.

## Symbolique

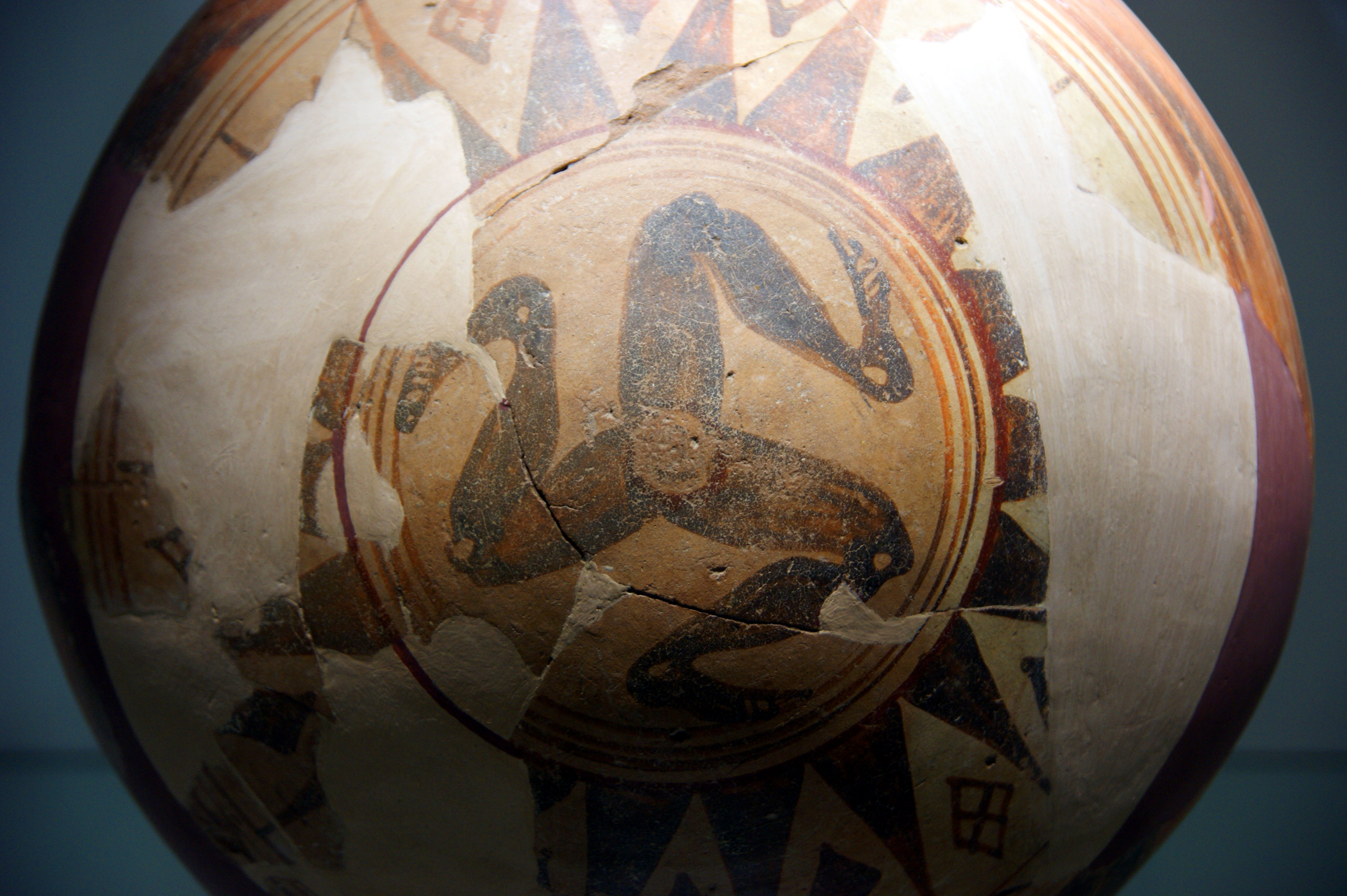
Triskèle semblable à celui des avions de l'escadrille 2, sur un vase grec antique au musée archéologique régional d'Agrigente, en Sicile.

Jusqu'en 1916, l'escadrille 2 ne tolère pas d'insigne sur ses avions. Elle finit toutefois par adopter pendant la bataille de la Somme un insigne représentant trois jambes féminines pliées et présentées en hélice ou triskèle, le tout inscrit dans un cercle dont la couleur peut varier en fonction des pilotes. L'emblème se rapproche du symbole associé à la Sicile depuis la Grèce antique. Ces jambes disposées en hélice étaient notamment peintes sur les boucliers de certains guerriers grecs.

## Liste des commandants
- Capitaine Léon Bretey : 1er mars 1914 - 25 janvier 1917
- Capitaine Joseph Collard : 25 janvier 1917 - janvier 1919
- Lieutenant Hubert Petyst de Morcourt : janvier 1919 - mars 1919
- Capitaine Henri Ribault : mars 1919 - 1er avril 1919
- Lieutenant Jean Boijoux : 1er avril 1919 jusqu'à l'absorption au sein du 7e régiment d'observation

## Appareils utilisés

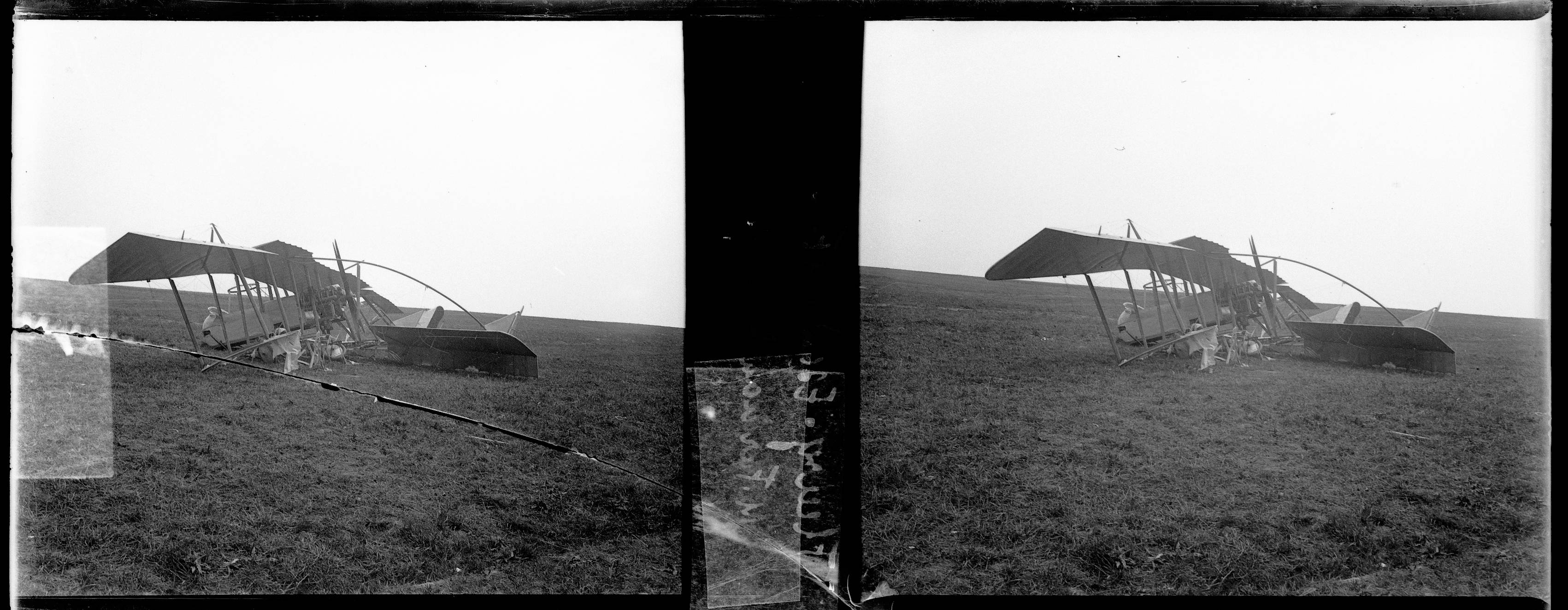
Carcasse d'un avion Maurice Farman de l'escadrille 2, détruit près de Fleury-sur-Aire, dans la Meuse, en 1916.

Pour remplir son rôle d'observation et de reconnaissance, l'escadrille 2 utilise au cours de son histoire les types d'appareils suivants (avec les dates d'adoption entre parenthèses) :
- Farman MF.7 (1912)
- Farman MF.11 (1915)
- Farman F.40 et F.42 (1916)
- Caudron G.4 (1917)
- Letord 5 (1917)
- Avions Nieuport (début 1917)
- Salmson-Moineau SM.1 (mi 1917)
- Sopwith 1½ Strutter (début 1917)
- Dorand AR (début 1917)
- SPAD S.XI (novembre 1917)
- SPAD S.XVI (10 exemplaires reçus en mai 1918)
- Breguet 14A2 (1919)

L'équipement détaillé de l'escadrille est connu à certains moments précis de la Première Guerre mondiale grâce à l'étude de son carnet de comptabilité en campagne. Le 29 février 1916, elle possède en tout 6 Farman MF.11 dotés d'un moteur de 80 chevaux et 3 MF.11 avec un moteur de 130 chevaux. Le 8 avril de la même année, l'escadrille 2 est dotée d'un assortiment d'appareils divers : 4 MF.11 de 80 chevaux (les No 976, 1029, 1324 et 1338), 4 MF.11 de 130 chevaux (les No 1149, 1176, 1197 et 1854), le Farman F.40 no 1854 et les Caudron G.4 no 1081 et 1257. Pour le 1er novembre 1916, l'escadrille est repassée à une dotation homogène de 12 avions Farman. En octobre 1917, elle est passée à 12 Dorand AR et 3 Letord 5.